# دهستان راز
دهستان راز نام دهستانی در بخش مرکزی شهرستان راز و جرگلان، استان خراسان شمالی در ایران است. براساس سرشماری مرکز آمار ایران در سال ۱۳۸۵، جمعیت آن ۶۰۵۹ نفر (۱۴۲۴ خانوار) بوده‌است.